# Peia
Peia (lombardul: Pèa) település Olaszországban, Lombardia régióban, Bergamo megyében. Lakosainak száma 1709 fő (2023. január 1.). Peia Leffe, Bianzano, Gandino és Ranzanico községekkel határos.

## Népesség
A település lakossága az elmúlt években az alábbi módon változott:
| Lakosok száma | 1819 | 1818 | 1709 |
|               | 2017 | 2018 | 2023 |